# Боја пурпура (роман)
Боја пурпура (енгл. The Color Purple) је епистоларни роман америчке списатељице Алис Вокер (енгл. Alice Walker) из 1982. који је освојио Пулицерову награду за фикцију 1983. и Националну награду за књижевност.  Касније је адаптиран у истоимени филм и мјузикл. Боја пурпура је на српском језику објављена 2018. године у издању Лагуне из Београда, и преводу Браниславе Радевић-Стојиљковић.
Роман је био честа мета цензора и појављује се на листи 100 најчешће изазиваних књига Америчког библиотечког удружења 2000–2010. на броју седамнаест због понекад експлицитног садржаја, посебно у смислу насиља. Године 2003. књига је уврштена на Би-Би-Си-јеву анкету The Big Read о најомиљенијим романима у Великој Британији.

## Радња
Сили је сиромашна 14-годишња афроамеричка девојка која живи у руралној Џорџији раних 1900-их. Она пише писма Богу јер је њен отац Алфонсо туче и силује, што је резултирало двоје деце, Оливијом и Адамом, које је он отео. Фармер идентификован као "господин" тражи да се ожени њеном млађом сестром Нети, а Алфонсо му даје Сели. Господин злоставља Сили физички, сексуално и вербално, а његова претходна деца је такође малтретирају. Нети бежи и остаје са Сили, али Мистер иде ка њој. Сили јој каже да потражи помоћ од добро обучене црнкиње коју је видела у граду. Нети обећава да ће писати, али то никада не чини, а Сили закључује да је мртва.
Мистеров син Харпо заљубљује се у одлучну девојку по имену Софија, која затрудни те се жени њом. Убрзо имају петоро деце. Сили је импресионирана Софијиним самопоуздањем и тражи од Харпа да се према њој понаша добро, али га господин прекори за оно што сматра слабошћу. У тренутку зависти, Сели каже Харпу да победи Софију. Софија узвраћа и суочава се са Сили, која се извињава и поверава јој о Мистеровом злостављању.
Мистер узима Шуг Ејвери, џез и блуз певачицу и Мистерову дугогодишњу љубавницу, током болести. Сили, фасцинирана фотографијама Шуг које је пронашла у Мистеровим стварима, одушевљена је што је тамо. Господинов отац не одобрава договор, подсећајући господина да Шуг има троје ванбрачне деце, иако господин имплицира да је он отац те деце, након чега господин господин са гађењем одлази. Док је Шуг у почетку груба према Сили, која је негује, њих двоје постају пријатељи, а Сили постаје заљубљена у Шуг.
Фрустрирана Харповим доминантним понашањем, Софија се исели, водећи са собом своју децу. Неколико месеци касније, Харпо отвара џуке џоинт где потпуно опорављена Шуг наступа сваке ноћи. Шуг остаје када сазна да господин туче Сили када је одсутна. Шуг и Сили се зближавају.
Софија се враћа у посету и одмах улази у борбу са Харповом новом девојком, Сквик, избијајући Сквику зубе. Почиње да се виђа са наградним борцем, а док су у граду има вербалну свађу са градоначелниковом женом, госпођицом Мили. Градоначелник и Софија размењују ударце, након чега је полиција претукла Софију, оставивши је унакаженом и ослабљеном. Осуђена је на 12 година затвора. Сквик превари свог ујака, управника, да Софији извуче лакшу казну говорећи да јој је Софија лака у затвору, али да би мрзела да буде собарица госпођице Мили. План функционише, али управник силује Сквика. Сквик се брине о Софијиној деци док је она у затвору, а две жене постају пријатељице. Софија је пуштена и ради за госпођицу Мили, коју мрзи.
Упркос томе што је тек удата за човека по имену Грејди, Шуг подстиче сексуалну везу са Сили приликом њене следеће посете. Шуг помаже Сили да поврати писма од Нети која је господин крио од ње деценијама. Нети се спријатељила са мисионарским паром, Семјуелом и Корин, добро обученом женом коју је Сили видела у продавници. Нети их је пратила у Африку да обављају мисионарски рад, а Семјуел и Корин су несвесно усвојили Адама и Оливију. Корин, приметивши да њена усвојена деца личе на Нети, пита се да ли је Семјуел био отац деце са Нети. Све сумњичавија, Корин покушава да ограничи Нетину улогу у њеној породици.
Кроз своја писма, Нети открива да је разочарана мисионарским радом. Корин се разболела од грознице, а Нети је замолила Семјуела да јој каже како је усвојио Оливију и Адама. Схвативши да су Адам и Оливија Селијена деца, Нети је тада сазнала да је Алфонсо њен и Силиин очух. Њихов стварни отац је био власник радње којег су белци линчовали јер су се замерили његовом успеху. Такође је сазнала да је њихова мајка доживела ментални колапс након смрти њеног мужа и да је Алфонсо искористио ситуацију да контролише значајно богатство њихове мајке.
Нети признаје Семјуелу и Корин да је биолошка тетка деце. Тешко болесна Корин одбија да јој верује све док је Нети не подсети на њен претходни сусрет са Сили у продавници. Касније, Корин умире, пошто је прихватила Нетину причу. Сили посећује Алфонса, који потврђује Нетину причу. Сили почиње да губи веру у Бога, што поверава Шуг, који објашњава Сили њену јединствену религиозну филозофију. Шуг помаже Сели да схвати да Бог није неко ко има моћ над њом као остали мушкарци у Силијеном животу. Уместо тога, Бог је „то“, а не „ко“.
Пошто јој је доста мужевљевог злостављања, Сили одлучује да напусти Мистера заједно са Шуг и Сквиком, који размишља о сопственој певачкој каријери. Сили проклиње господина пре него што га заувек напусти, настанивши се у Тенесију и издржавајући се као кројачица.
Алфонсо умире, Сили наслеђује његову земљу и сели се назад у свој дом из детињства. Шуг се заљубљује у Жермен, чланицу њеног бенда, што скрши Сили. Шуг путује са Жермен, пише разгледнице Сили. Сили се обавезује да ће волети Шуг чак и ако јој Шуг не узврати љубав.
Сили сазнаје да се господин, који пати од значајног пада богатства, драматично променио, и Сили почиње да га зове по имену Алберт. Алберт предлаже да се венчају „у духу као и по телу“, али Сили одбија.
Нети и Семјуел се венчавају и спремају да се врате у Америку. Пре него што оду, Адам се жени Таши, афричком девојком. Пратећи афричку традицију, Таши се подвргава женском обрезовању и ожиљцима на лицу. У знак солидарности, Адам пролази кроз исти ритуал ожиљака на лицу.
Док Сили схвата да је задовољна својим животом без Шуг, Шуг се враћа, након што је прекинула везу са Жермен. Нети, Семјуел, Оливија, Адам и Таши стижу у Силијену кућу. Нети и Сили се поново удружују после 30 година и упознају једна другу са својим породицама.

## Критички пријем
Боја пурпура  освојила је Пулицерову награду за фикцију 1983. године, чиме је Вокер постала прва црнкиња која је освојила ту награду. Вокер је такође освојила Националну награду за књижевност 1983. Мел Воткинс из New York Times Book Review написао је да је то „упечатљив и савршено добро написан роман“, хвалећи његов снажан емоционални утицај и епистоларну структуру. Такође је проглашен за PBS Great American Read Top 100 Pick.
Иако је роман добио признање критике, такође је био предмет контроверзи. Америчко библиотечко удружење ставило ју је на листу стотину забрањених и оспораваних књига у Сједињеним Државама од 1990. до 1999. (17), 2000. до 2009. (17), и 2010. до 2019. (50), као и листа првих десет за 2007. (6) и 2009. (9). Уобичајена оправдања за забрану књиге укључују сексуалну експлицитност, експлицитан језик, насиље и хомосексуалност.
Књига је добила више пажње усред контроверзи око објављивања филмске адаптације 1985. Контроверза је била усредсређена на приказ црнаца, што су неки критичари видели као подстицање стереотипних наратива о насиљу црнаца, док су други сматрали да је приказ убедљив и повезан.
5. новембра 2019, BBC News  уврстио је Боју пурпура на своју листу 100 најутицајнијих романа.

## Адаптације
Роман је адаптиран у истоимени филм 1985. године. Режирао га је Стивен Спилберг, а глуме Вупи Голдберг као Сили, Дени Гловер као Алберт и Опра Винфри као Софија. Иако је номинован за једанаест Оскара, није освојио ниједну. Ово уочено омаловажавање изазвало је контроверзу јер су је многи критичари сматрали најбољом сликом те године, укључујући Роџера Еберта.
1. децембра 2005. музичка адаптација романа и филма са текстовима и музиком Стивена Бреја, Бренде Расел и Але Вилис и књиге Марше Норман отворена је у Бродвеј театру у Њујорку. Предтаву су продуцирали Скот Сандерс, Квинси Џонс, Харви Вајнстајн и Опра Винфри, која је такође била инвеститор.
Године 2008. ББЦ Радио 4 емитовао је радио адаптацију романа у десет 15-минутних епизода као серијал Женски сат са Надин Маршал као Сили, Ники Амука-Бирд, Нином Сосањом и Емоном Вокером . Сценарио је написала Патриша Кампер, а 2009. продукција је добила Сребрну драмску награду Сонијеве радијске академије.
У 2018. години, Warner Bros. објавили су да ће објавити нову филмску адаптацију Боје пурпура, засновану на мјузиклу. Спилберг и Квинси Џонс се враћају да продуцирају ову верзију, заједно са продуцентима мјузикла Скотом Сандерсом и Опром Винфри. Филм би требало да буде објављен 25. децембра 2023.

## Бојкот Израела
Као део покрета за бојкот, одузимање и санкције (БДС), аутор је одбио објављивање књиге у Израелу 2012. Ову одлуку је критиковао професор права са Харварда Алан Дершовиц, који је тврдио да је Вокерова „прибегла нетрпељивости и цензури према читаоцима њених списа који говоре хебрејски“. Вокер, ватрена пропалестинска активисткиња, у писму за  Yediot Books оптужила је Израел за апартхејд и захтевала промену политике пре него што њени радови буду тамо објављени.